# Tensila
Tensila (en árabe: تمسيلة‎) es una localidad marroquí perteneciente al municipio de Dar Chauí, en la región de Tánger-Tetuán-Alhucemas. Desde 1912 hasta 1956 perteneció a la zona norte del Protectorado español de Marruecos.